# Chremonideïsche Oorlog
De Chremonideïsche Oorlog (Oudgrieks: Χρεμωνίδειος πόλεμος,  Chremōnídeios pólemos) (± 267–261 v.Chr.), zo genoemd naar Chremonides, die in die tijd te Athene aan het hoofd van de staat stond, werd door Athene, Sparta, de Achaeïsche Bond en andere Griekse poleis (staten) gevoerd om de Macedoniërs uit Griekenland te verjagen. In 265 v.Chr. zou koning Areus I van Sparta sneuvelen in een gevecht tegen Craterus bij Korinthe. De oorlog eindigde, toen Athene zich na een lang beleg aan Antigonos II Gonatas had moeten overgeven.

## Referentie
- art. Chremonideïsche oorlog, in J.G. Schlimmer - Z.C. De Boer, Woordenboek der Grieksche en Romeinsche Oudheid, Haarlem, 19203, p. 168.